# Зосима (Смирягин)
Архимандрит Зосима (в миру Захар Игнатьевич Смирягин; 1788—1821) — архимандрит Елеазарова монастыря Русской православной церкви, педагог, ректор Псковской духовной семинарии.

## Биография
Захар Смирягин родился в 1788 году в селе Безобразове Сычевского уезда, Смоленской губернии в семье местного священника. Образование получил в Смоленской духовной семинарии и Санкт-Петербургской духовной академии (1814—1817), где окончил курс со степенью магистра богословия.

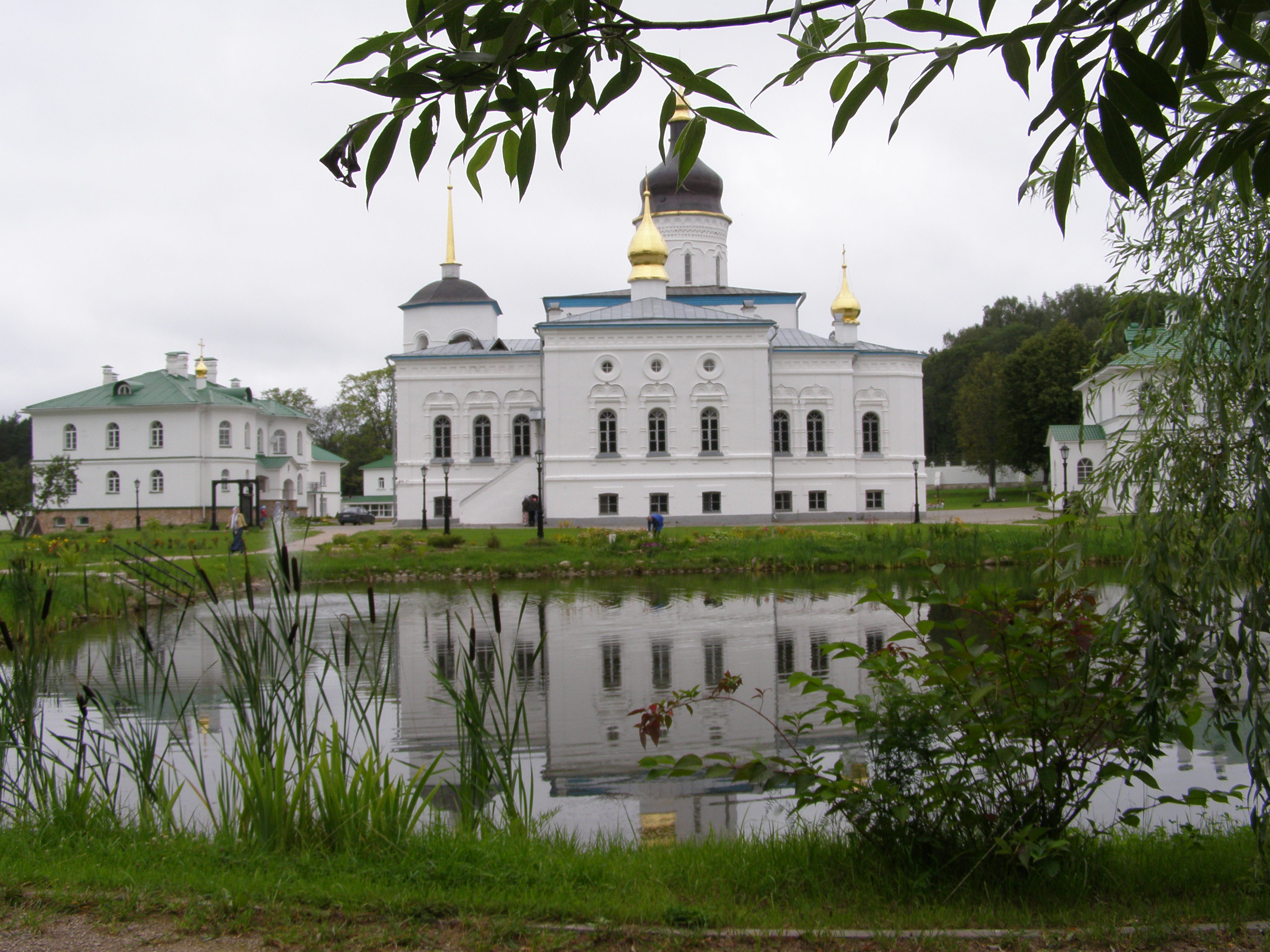
Спасо-Елеазаров монастырь

После академии Захар Игнатьевич Смирягин был назначен в Рязанскую духовную семинарию для преподавания философских наук и греческого языка. Через год, 14 августа 1818 года, он был назначен бакалавром богословских наук в Петроградскую духовную академию, а ещё через месяц пострижен в монашество с именем Зосимы; 26 сентября 1818 года он рукоположен был в иеродиакона, а 28 сентября в иеромонаха.
Определенный в 1819 году инспектором в Петербургскую духовную семинарию и преподавателем философских наук и в то же время ректором Александро-Невского уездного училища, Зосима 8 мая утвержден был действительным членом академической конференции и внешнего академического правления.
24 августа 1819 года Зосима (Смирягин) был назначен на должность ректора и профессора богословских наук в Псковскую духовную семинарию, а 31 октября 1819 года был назначен настоятелем Спасо-Елеазарова монастыря с возведением в сан архимандрита и с оставлением ректором.
Зосима Смирягин скончался он после долговременной болезни 23 февраля 1821 года.